# Listă de compozitori de muzică cultă: F

## Fa
- Johann Christoph Faber (înc. sec.XVII)
- Eduardo Fabini (1882 - 1950)
- Werner Fabricius (1633 - 1679)
- Francesco Faccio (1840 - 1891)
- Gideon Fagan (1904 - 1980)
- Nicola Fago (1677 - 1745)
- Rolande Falcinelli (* 1920)
- Andrea Falconieri (1586 - 1656)
- Juri Falik (* 1936)
- Leo Fall (1873 - 1925)
- Richard Fall (1882 - 1943)
- Manuel de Falla (1876 - 1946)
- Richard Faltin (1835 - 1918)
- Leoš Faltus (* 1937)
- Otto Färber (1902 -1987)
- Carlo Farina (cca 1600 - cca 1640)
- Carlos Fariñas (1934 - 2002)
- Harry Farjeon (1878 - 1948)
- Ferenc Farkas (1905 - 2000)
- Giles Farnaby (cca 1565 - 1640)
- David Farquhar (* 1928)
- Ernest Farrar (1885 - 1918)
- Louise Farrenc (1804 - 1875)
- Arthur Farwell (1872 - 1952)
- Renato Fasano (1902 - 1979)
- Carl Friedrich Fasch (1736 - 1800)
- Johann Friedrich Fasch (1688 - 1758)
- Tiberiu Fatyol (n. 1935)
- Gabriel Fauré (1845 - 1924)
- Robert Fayrfax (1464 - 1521)

## Fe
- Reinhard Febel (n. 1952)
- Ivan Fedele (n. 1953)
- Samuil Feinberg (1890 - 1962)
- Richard Felciano (n. 1930)
- Jindřich Feld (n. 1925)
- Jan Felderhof (n. 1907)
- Barbara Monk Feldman (n. 1953)
- Ludovic Feldman (1893 - 1987)
- Morton Feldman (1926 - 1987)
- Václav Felix (n. 1928)
- Vittorio Fellegara (n. 1927)
- Fedele Fenaroli (1730 - 1818)
- Victor Fenigstein (n. 1924)
- Francisco Feo (1691 - 1761)
- Oto Ferenczy (1921 - 2000)
- Howard Ferguson (1908 - 1999)
- Armando José Fernandes (1906 - 1983)
- Oscar Lorenzo Fernândez (1897 - 1948)
- Sergio Fernández (n. 1946)
- Evaristo Fernández Blanco (1902 - 1993)
- Manuel Fernández Caballero (1835 - 1906)
- Brian Ferneyhough (n. 1943)
- John Fernström (1897 - 1961)
- Alfonso Ferrabosco d. Ä. (1543 - 1588)
- Alfonso Ferrabosco d. J. (1572 - 1628)
- Domenico Ferrabosco (1513 - 1574)
- Giovanni Battista Ferrandini (1710 - 1791)
- Benedetto Ferrari (1597 - 1681)
- Jacopo Ferrari (1763 - 1842)
- Luc Ferrari (n. 1929)
- Luigi Ferrari Trecate (1884 - 1964)
- Lorenzo Ferrero (n. 1951)
- Pierre Octave Ferroud (1900 - 1936)
- Andreas Fervers (n. 1957)
- Alexander Fesca (1820 - 1849)
- Friedrich Ernst Fesca (1789 - 1826)
- Willem de Fesch (1687 - 1761)
- Costanzo Festa (cca 1480 - 1545)
- François-Joseph Fétis (1784 - 1871)

## Fi
- George Fiala (n. 1922)
- Joseph Fiala (1748 - 1816)
- Petr Fiala (n. 1943)
- Zdeněk Fibich (1850 - 1900)
- Jacobo Ficher (1896 - 1978)
- Kurt Fiebig (1908 - 1988)
- John Field (1782 - 1837)
- Alexander von Fielitz (1860 - 1930)
- Viliam Figuš-Bystry´ (1875 - 1937)
- Carl Filtsch (1830 - 1845)
- Anton Filtz (1733 - 1760)
- Heinrich Finck (1444 sau 1445 - 1527)
- Hermann Finck (1527 - 1558)
- Irving Fine (1914 - 1962)
- Vivian Fine (1913 - 2000)
- Joshua Fineberg (n. 1969)
- Siegfried Fink (n. 1928)
- Gottfried Finger (cca 1660 - 1730)
- Reinhold Finkbeiner (n. 1929)
- Fidelio F. Finke (1891 - 1968)
- Ross Lee Finney (1906 - 1997)
- Michael Finnissy (n. 1946)
- Gerald Finzi (1901 - 1956)
- Joseph-Hector Fiocco (1703 - 1741)
- Valentino Fioravanti (1764 - 1837)
- Jelena Firssowa (n. 1950)
- Ernst Fischer  (1900 - 1975)
- Irwin Fischer (1903 - 1977)
- Jan Frank Fischer (n. 1921)
- Johann Fischer (1646 - cca 1716)
- Johann Caspar Ferdinand Fischer (cca 1665 - 1746)
- Johann Christian Fischer (1733 - 1800)
- Domenico Fischietti (cca 1725 - după 1810)
- Luboš Fišer (n. 1935)
- Alfred Fisher (n. 1942)
- Grzegorz Fitelberg (1879 - 1953)
- Jerzy Fitelberg (1903 - 1951)
- Joseph Fitzmartin (n. 1943)

## Fl
- Giovanni Pietro Flaccomio (cca 1565 - 1617)
- William Flackton (1709 - 1798)
- Nicolas Flagello (1928 - 1994)
- Edouard Flament (1880 - 1958)
- Ernst Helmuth Flammer (n. 1949)
- William Flanagan (1923 - 1969)
- Alexandru Flechtenmacher (1823 - 1898)
- Friedrich Gottlob Fleischer (1722 - 1806)
- Aloys Fleischmann (1910 - 1992)
- Friedrich Fleischmann (1766 - 1798)
- Kjell Flem (n. 1943)
- Robert Fleming (1921 - 1976)
- Reinhard David Flender (n. 1953)
- Grant Fletcher (1913 - 2002)
- Percy Fletcher (1879 - 1932)
- André Fleury (1903 - 1995)
- Karl Flodin (1858 - 1925)
- Philip Flood (n. 1964)
- Etienne Joseph Floquet (1748 - 1785)
- Christian Flor (1626 - 1697)
- Francesco Florimo (1800 - 1888)
- Eucharius Florschütz (1756 - 1831)
- Oldřich Flosman (1925 - 1998)
- Marius Flothuis (1914 - 2001)
- Friedrich von Flotow (1812 - 1883)
- Carlisle Floyd (n. 1926)
- Gustav Flügel (1812 - 1900)
- Richard Flury (1896 - 1967)
- Urs Joseph Flury (n. 1941)

## Fo
- Fré Focke (1910 - 1989)
- Josef Bohuslav Foerster (1859 - 1951)
- Daniel Charles Foley (n. 1952)
- Zdeněk Folprecht (1909 - 1961)
- Jewstignej Fomin (1761 - 1800)
- Bjørn Fongaard (1919 - 1980)
- Giovanni Battista Fontana (†1630)
- Jacqueline Fontyn (n. 1930)
- Arthur Foote (1853 - 1937)
- Francis Forcer (cca 1650 - cca 1704)
- Andrew Ford (n. 1957)
- Erik Fordell (1917 - 1981)
- Jean Kurt Forest (1909 - 1975)
- Silvio Foretić (n. 1940)
- Johann Nikolaus Forkel (1749 - 1818)
- Aloys Fornerod (1890 - 1965)
- Antoine Forqueray (1672 - 1745)
- Roland Forsberg (n. 1939)
- John Väinö Forsman (n. 1924)
- Kaspar Förster (1616 - 1673)
- Emanuel Aloys Förster (1748 - 1823)
- Georg Forster (cca 1510 - 1568)
- Walter von Forster (1915 - 2002)
- Alfons Forstpointner (n. 1929)
- Malcolm Forsyth (n. 1936)
- Wolfgang Fortner (1907 - 1987)
- Johann Philipp Förtsch (1652 - 1732)
- Lukas Foss (n. 1922)
- Stephen Foster (1826 - 1864)
- Nils-Eric Fougstedt (1910 - 1961)
- Patrice Fouillaud (n. 1949)
- Jennifer Fowler (n. 1939)

## Fr
- Luis Fraca (n. 1929)
- Jean Françaix (1912 - 1997)
- Petronio Franceschini (1651 - 1681)
- Luca Francesconi (n. 1956)
- Alberto Franchetti (1860 - 1942)
- Auguste Franchomme (1808 - 1884)
- Carlo Franci (n. 1927)
- César Franck (1822 - 1890)
- Eduard Franck (1817 - 1893)
- Melchior Franck (cca 1580 - 1639)
- Richard Franck (1858 - 1938)
- Clemens von Franckenstein (1875 - 1942)
- François Francoeur (1698 - 1787)
- Benjamin Frankel (1906 - 1973)
- Wim Franken (n. 1922)
- Joep Franssens (n. 1955)
- Robert Franz (1815 - 1892)
- Olov Franzén (n. 1946)
- Ferdinand Fränzl (1767 - 1833)
- Ignaz Fränzl (1736 - 1811)
- Harold Fraser-Simson (1872 - 1944)
- Vito Frazzi (1888 - 1975)
- Henning Frederichs (1936 - 2003)
- Lafayette Fredrikson (n. 1970)
- Isadore Freed (1900 - 1960)
- Harry Freedman (n. 1922)
- Frederico de Freitas (1902 - 1980)
- Luís de Freitas Branco (1890 - 1955)
- Girolamo Frescobaldi (1583 - 1643)
- Tibor Frešo (1918 - 1987)
- Emil Frey (1889 - 1946)
- Jürg Frey (n. 1953)
- Martin Frey (1872 - 1946)
- Krešimir Fribec (n. 1908)
- Peter Racine Fricker (1920 - 1990)
- Géza Frid (1904 - 1989)
- Daniel Friderici (1584 - 1638)
- Ruben Fridolfson (n. 1933)
- Rikhardur H. Fridriksson (n. 1960)
- Alexej Fried (n. 1922)
- Oscar Fried (1871 - 1941)
- Ignacy Friedman (1882 - 1948)
- Friedrich II. von Preußen (1712 - 1786)
- Günter Friedrichs (n. 1935)
- Witold Friemann (1889 - 1977)
- Pehr Frigel (1750 - 1842)
- Rudolf Friml (1879 - 1972)
- Hans Eugen Frischknecht (n. 1939)
- Johannes Fritsch (n. 1941)
- Kaspar Fritz (1716 - 1783)
- Johann Jacob Froberger (1616 - 1667)
- Friedrich Theodor Fröhlich (1803 - 1836)
- Johannes Frederik Frøhlich (1806 - 1860)
- Joseph Fröhlich (1780 - 1862)
- Markian Frolow (1892 - 1944)
- Herbert Fromm (1905 - 1995)
- Gerhard Frommel (1906 - 1984)
- Ilse Fromm-Michaels (1888 - 1986)
- Giuseppe Frugatta (1860 - 1933)
- Huldreich Georg Früh (1903 - 1945)
- Carl Frühling (1868 - 1937)
- Gunnar de Frumerie (1908 - 1987)
- William Henry Fry (1813 - 1864)
- Walter Frye (cca 1450 - 1475)
- Harald Fryklöf (1882 - 1919)

## Fu
- Albert Fuchs (1858 - 1910)
- Georg-Friedrich Fuchs (1752 - 1821)
- Johann Leopold Fuchs (1785 - 1853)
- Kenneth Fuchs (n. 1956)
- Robert Fuchs (1847 - 1927)
- Theodor Fuchs (1873 - 1953)
- Julius Fučík (compozitor) (1872 - 1916)
- Miguel de Fuenllana (cca 1500 - cca 1579)
- Sandro Fuga (1906 - 1994)
- Robert Führer (1807 - 1861)
- Keiko Fujiie (n. 1963)
- Masanori Fujita (n. 1946)
- Kazuo Fukushima (n. 1930)
- Anis Fuleihan (1900 - 1970)
- Norman Fulton (1909 - 1980)
- Adolfo Fumagalli (1828 - 1856)
- Dynam-Victor Fumet (1867 - 1949)
- Raphael Fumet (1898 - 1979)
- Friedrich Funcke (1642 - 1699)
- Johann Wilhelm Furchheim (cca 1635 - 1682)
- Arthur Furer (n. 1924)
- Bonaventura Furlanetto (1738 - 1817)
- Giovanni Furno (1748 - 1837)
- Beat Furrer (n. 1954)
- Paul Walter Fürst (n. 1926)
- Anton Bernhard Fürstenau (1792 - 1852)
- Caspar Fürstenau (1772 - 1819)
- Wilhelm Furtwängler (1886 - 1954)
- Giovanni Fusco (1906 - 1968)
- Werner Fussan (1912 - 1986)
- Karl Heinz Füssl (1924 - 1992)
- János Fusz (1777 - 1819)
- Johann Joseph Fux (1660 - 1741)